# مايكل رابين
العنوان (بالألمانية: Michael Oser Rabin)‏ عالم حاسوب إسرائيلي، اشتهر بعمله في مجال آلة محدودة الحالات غير قطعية، فاز مع دانا سكوت بجائزة تورنغ في عام 1976.